# كريس إلسي
كريس إلسي (بالإنجليزية: Chris Else)‏ (1942)؛ شاعر، قاص وروائي نيوزيلندي.